# Face to Face 2010
Face to Face 2010 – ostatnia jak dotąd wspólna trasa koncertowa Eltona Johna i Billy'ego Joela z serii Face to Face; w jej trakcie odbyło się dwanaście koncertów.
1. 3 lutego 2010 – Seattle, Waszyngton, USA – KeyArena
2. 6 lutego 2010 – Seattle, Waszyngton, USA – KeyArena
3. 10 lutego 2010 – Portland, Oregon, USA – Rose Garden Arena
4. 13 lutego 2010 – Oakland, Kalifornia, USA – Oracle Arena
5. 16 lutego 2010 – San Jose, Kalifornia, USA – HP Pavilion at San Jose
6. 19 lutego 2010 – Salt Lake City, Kalifornia, USA – EnergySolutions Arena
7. 22 lutego 2010 – Denver, Kolorado, USA – Pepsi Center
8. 25 lutego 2010 – Oklahoma City, Oklahoma, USA – Oklahoma City Arena
9. 27 lutego 2010 – Kansas City, Kansas, USA – Kemper Arena
10. 3 marca 2010 – Wichita, Kansas, USA – Intrust Bank Arena
11. 9 marca 2010 – Buffalo, Nowy Jork, USA – HSBC Arena
12. 11 marca 2010 – Albany, Nowy Jork, USA – Times Union Center